# Lepophidium kallion
Lepophidium kallion är en fiskart som beskrevs av Robins, 1959. Lepophidium kallion ingår i släktet Lepophidium och familjen Ophidiidae. Inga underarter finns listade i Catalogue of Life.